# Südlicher Odenwald
Südlicher Odenwald este o arie protejată (arie de protecție specială avifaunistică — SPA) din Germania întinsă pe o suprafață de 8.939,81 ha, integral pe uscat.

## Localizare
Centrul sitului Südlicher Odenwald este situat la coordonatele 49°30′33″N 9°02′43″E / 49.5092°N 9.0453°E.

## Înființare
Situl Südlicher Odenwald a fost declarat arie de protecție specială avifaunistică în noiembrie 2004 pentru a proteja 6 specii de animale.

## Biodiversitate
Situată în ecoregiunea continentală, aria protejată nu include niciun habitat protejat.
La baza desemnării sitului se află mai multe specii protejate de  păsări (6): minunița (Aegolius funereus), ciocănitoarea de stejar (Dendrocopos medius), ciocănitoare neagră (Dryocopus martius), Falco peregrinus peregrinus, ciuvică (Glaucidium passerinum), ciocănitoare verzuie (Picus canus).